# ايساو يويدا
ايساو يويدا (باليابانية: 上田 勲) (11 أبريل 1971 في أوساكا في اليابان – )؛ هو لاعب كرة قدم سابق كان يلعب كحارس مرمى.